# Frikorps Danmark
Frikorps Danmark blev oprettet 29. juni 1941 som et frikorps, der skulle deltage i kampene på Østfronten på tysk side. Formålet med korpset var at bekæmpe kommunismen, og det var ikke et krav, at soldaterne var nazister.

## Historie

### Skabelsen af frikorpset
Efter at Danmark havde underskrevet AntiKominternpagten sammen med aksemagterne, beordrede Theodor Eicke oprettelsen af et dansk korps af frivillige soldater. Udenrigsminister Erik Scavenius og minister for offentlige arbejder Gunnar Larsen mente i 1941, at regeringen ved at give udrejsetilladelse til befalingsmænd og frivillige, der ville deltage i krigen på finsk eller tysk front, kunne undgå en skarpere tysk kurs mod Danmark. De mente også, at et nej til de frivillige ville medføre en tysk tvangsudskrivning af dansk ungdom ikke alene til tysk arbejdstjeneste, men også til tysk militærtjeneste. I Alsace-Lorraine var 150.000 unge mænd allerede tvangsmobiliseret til tysk krigstjeneste.
Søren Brorsen (V) meddelte 7. juli 1941 bl.a., "at Frikorps Danmark skal bære dansk Kendetegn. Opmærksomheden henledes i den anledning på, om Frikorpset uden videre kan føre Dannebrog som Fane". Han skrev igen fra Krigsministeriet 8. juli: "Den danske regering har givet Tilladelse til, at faste Befalingsmænd af Linien, Reserven (Forstærkningen) o.l. og hjemsendte Værnepligtige fra den danske Hær melder sig til Frikorps Danmark."
Korpsets første chef var obersturmbannführer Christian Peder Kryssing, som ikke var nazist. Den danske hærledelse støttede ikke Frikorps Danmark og ville også dømme Kryssing som landsforræder efter krigen. Det så først ud til, at regeringen ville følge Hærens anbefaling, men udenrigsminister Scavenius, der var fraværende under det første møde om sagen, fik overtalt sine ministerkolleger til at give Kryssing tilladelse til at melde sig til korpset.
Mange meldte sig hurtigt til tjeneste ved korpset, og allerede 19. juli 1941 rejste det første uddannelseshold til Langenhorn Kaserne ved Hamborg. Da de meldte sig, kunne de vælge mellem "resten af krigen" eller for to/fire års tjeneste. Den almindelige opfattelse var, at krigen nok ville være ovre i løbet af et halvt år, og de fleste meldte sig derfor for "resten af krigen".
Korpset skulle være en selvstændig, dansk enhed med danske officerer og dansk kommandosprog, men allerede i september 1941 tilgik tysk uddannelsesstab og derved en del tyske officerer og underofficerer. Fra starten var frikorpset underlagt Waffen-SS, som endnu var underlagt Wehrmacht. Det var den eneste mulighed for, at udlændinge kunne optages i den tyske hær.
I august 1941 var 1.000 frivillige indmeldt i korpset.
Korpset startede uddannelsen som en hestetrukket infanteribataljon. Den 15. september 1941 blev korpset forlagt til Treskau i Polen, hvor den endelige militære uddannelse blev udført. Korpset blev så vidt muligt motoriset: 60 lastbiler, 60 personbiler, motorcykler og andet materiel fra den danske hær. Desuden helt nye tyske køretøjer.
Kryssing blev fyret som chef for korpset i februar 1942, da han ikke var ideologisk egnet, og den nye chef blev Christian Frederik von Schalburg. 8. maj 1942 kom ordren om afmarch til Østfronten.

### Kampe
Korpset blev indsat i de meget hårde kampe ved Demjansk syd for Ilmen ved Velikij Novgorod under navnet "Kampfgruppe von Schalburg". Det fik sin ilddåb 20. maj. Hele vinteren havde SS-Division "Totenkopf" været indesluttet af sovjetiske tropper. De første danskere blev fløjet ind og fik etableret en forbindelsesvej ud, for at få de motoriserede styrker ind i det myggebefængte sumpområde, hvor veje blev bygget ved at lægge træstammer side ved side.
Den 2. juni blev von Schalburg dræbt af en landmine under et angreb på de sovjetiske stillinger. Korpsets næste chef, Hans von Lettow-Vorbeck, blev dræbt tre dage efter sin tiltrædelse under angrebet mod landsbyen Bolschoj Dubowizy. 11. juli 1942 blev Knud Børge Martinsen udnævnt til SS-Sturmbannführer og chef for korpset. Schalburg havde en usædvanlig evne til at motivere og begejstre sit mandskab, men militærtaktisk løb han betydelige risici med tab af menneskeliv til følge. Martinsen havde ikke den samme karisma, men var en meget dygtig taktiker, der beskyttede sit mandskab.
Korpset blev trukket tilbage fra fronten i august–oktober og var bl.a. i Danmark på orlov. I Danmark blev de frivillige overrasket over, at befolkningens stemning var blevet negativ: der var episoder med slagsmål mellem soldater og civile.
13. oktober forlod korpset Danmark igen og forlagdes til Jelgava i Letland. Det var hensigten at bruge det til partisanbekæmpelse bl.a. sammen med 1. SS-Brigade. I sidste øjeblik blev planerne ændret, og korpset sendt til fronten igen. Herved undgik det at blive indblandet i krigsforbrydelser bag frontlinjen.
5. december ankom korpset til Nevel og blev hurtigt indsat i forsvarsstillingerne omkring Velikije Luki. 24. december 1942 angreb sovjetterne som forventet, og der var hårde kampe i korpsets område.
I marts 1943 blev korpset igen trukket ud af kampene og overført til Grafenwöhr ved Nürnberg. Her blev Frikorps Danmark opløst den 20. maj 1943. Ved nedlæggelsen blev de frivillige kraftigt opfordret til at indtræde i Regiment 24 Danmark. Mange frikorpsfolk ønskede ikke at fortsætte og mente, at det var kontraktbrud. Både Knud Børge Martinsen og gesandt Mohr ankom for gyde olie på vandene og opfordrede – af hensyn til Danmarks anseelse – at medlemmerne fortsatte dets militære tjeneste i Regiment Danmark. Nogle få frivillige modstod presset og blev hjemsendt.
Adskillige hjemsendte officerer og menige deltog senere i Danmark i tyske og danske hjælpe- og terrorkorps, fx HIPO og Schalburgkorpset. Måske var mange foranlediget af den tyske jobgaranti efter kontraktens udløb. Arbejdsløsheden var høj, og de frivillige upopulære i befolkningen og det var de eneste jobs, tyskerne tilbød.

### De sidste år
Efter afslutningen af 2. verdenskrig kom et retsopgør i Danmark, et krav fra de danske kommunisters side, hvor mange tidligere frikorpssoldater blev straffet alene for deres medlemskab i Frikorps Danmark. De sidste frikorpsmænd, som var faldet i sovjetisk krigsfangenskab, blev hjemsendt fra Sibirien (Gulag) til Danmark 7. november 1953 (Poul Broberg, Erik Herløv Nielsen og H.J. Andresen).
Til frikorpssoldaternes forsvar talte et cirkulære fra det danske Krigsministerium, der havde givet danske officerer tilladelse til at deltage i korpset. Allerede i efteråret 1945 fremlagde Sagførerraadet en dokumentation for samarbejdspolitikkens opfordringer til samkvem med tyske myndigheder. En del af de tiltalte blev dermed frikendt i første instans, men dømt i Landsretten. De blev dog ikke idømt minimumsstraffen på fire år. Således var gennemsnitsstraffen to års fængsel for de knapt 14.000 personer, som blev idømt fængselsstraf. Mange jurister protesterede imod, at man dermed faktisk brød med det grundlæggende princip for retsopgøret, nemlig at kun kollaboration af så alvorlig art, at mindst fire års fængsel kunne idømmes, skulle straffes.
En mindelund for danske frivillige i tysk tjeneste under 2. verdenskrig, herunder Frikorps Danmark, blev indviet i 1971 som Fællesskabets Mindelund af 1969.

## Cheferne
- SS-Obersturmbannführer Christian Peter Kryssing 19. juli 1941 – 23.februar 1942
- SS-Obersturmbannführer Christian Frederik von Schalburg 1. marts 1942 – 2. juni 1942
- SS-Obersturmbannführer Hans von Lettow-Vorbeck 9. juni 1942 – 11. juni 1942
- SS-Obersturmbannführer Knud Børge Martinsen 11. juni 1942 – 21. marts 1943
- SS-Sturmbannführer Poul Neergaard-Jacobsen 21. marts 1943 – 20. maj 1943

## Ekstern henvisning
- Frikorps Danmark Arkiveret 12. februar 2010 hos  Wayback Machine
- Knud Børge Martinsen Arkiveret 1. januar 2011 hos  Wayback Machine almanet.dk
- Forført af nazismen. Her er historien om Frikorps Danmark Arkiveret 30. marts 2019 hos  Wayback Machine berlingske.dk
- Frikorps Danmark Arkiveret 30. marts 2019 hos  Wayback Machine altomhistorie.dk